# Feldkapelle (Blindham)

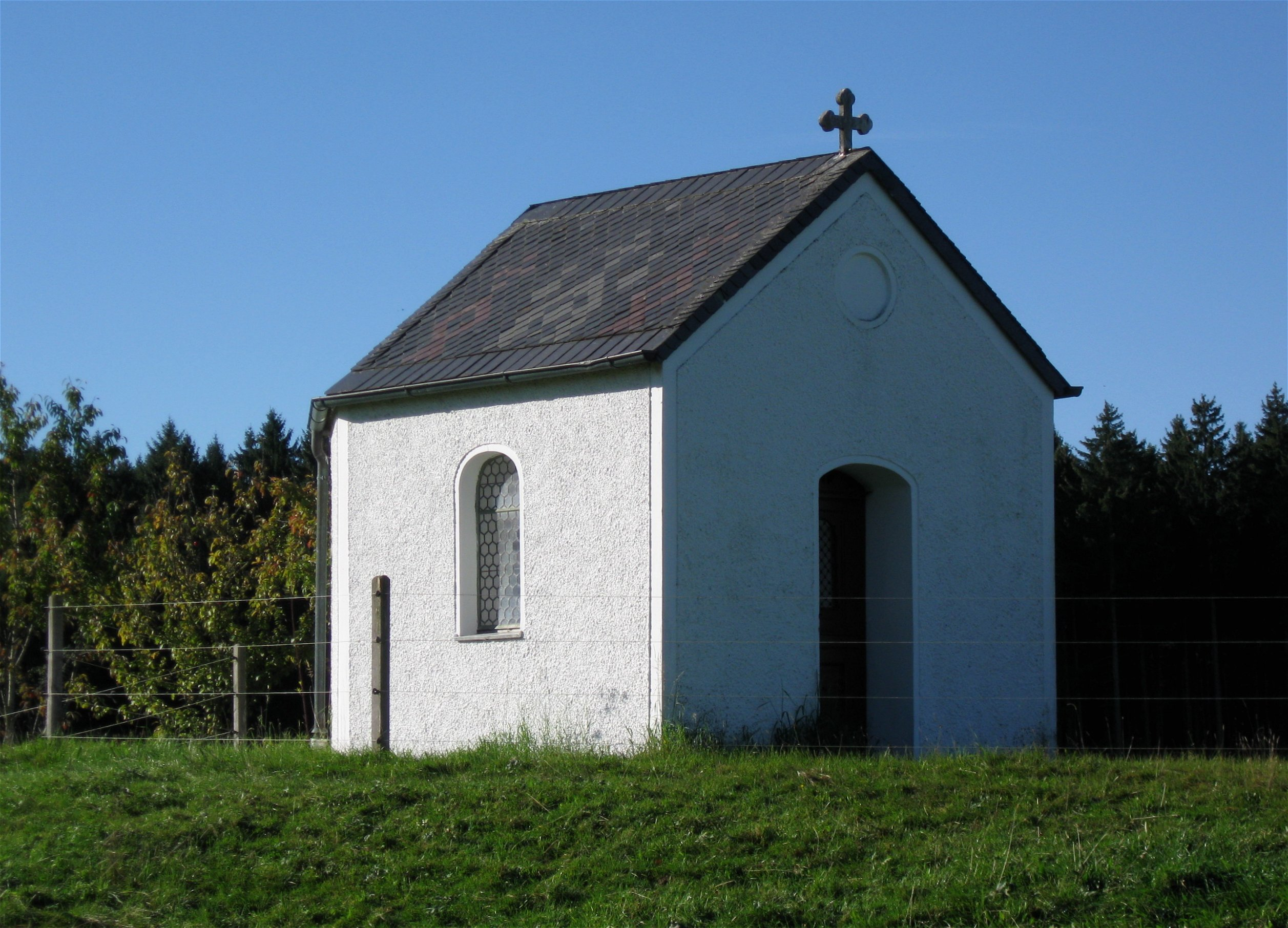
Feldkapelle in Blindham

Die katholische Feldkapelle in Blindham, einem Gemeindeteil von Aying im oberbayerischen Landkreis München, wurde 1890 errichtet. Die Feldkapelle westlich der Einöde ist ein geschütztes Baudenkmal.
Die Kapelle ist ein kleiner Putzbau mit dreiseitigem Schluss. Der Innenraum, wo sich eine Lourdesgrotte befindet, wird von einem Tonnengewölbe mt runden Stichkappen bedeckt.